# Lake Liapootah
Der Lake Liapootah ist ein See im Zentrum des australischen Bundesstaates Tasmanien.
Er liegt am Nive River südöstlich von Tarraleah.